# جاستن أوكلي
جاستن أوكلي (بالإنجليزية: Justin Oakley)‏ هو فيلسوف أسترالي، ولد في 1960.